# Estadio Oriental
El estadio Oriental es un estadio de fútbol de Paraguay que se encuentra ubicado en el barrio Ricardo Brugada de la ciudad de Asunción. En este escenario, que cuenta con una capacidad aproximada de 3500 personas paradas, hace las veces de anfitrión el equipo de fútbol del Club Oriental.
El estadio no tiene una denominación oficial, por ello es popularmente conocido con este nombre, algunos medios lo referencian con la denominación Agustín Peña.
Tiene graderías construidas hacia el sector norte y sur, por ello la capacidad para personas sentadas es sólo de unas 1800 plazas.
Durante la crecida del Río Paraguay de finales del año 2015 y principios del 2016, el campo de juego del estadio fue alcanzado por las aguas y las instalaciones quedaron muy afectadas.